# Vernet-les-Bains
Vernet-les-Bains (em catalão:  Vernet) é uma comuna francesa na região administrativa da Occitânia, no departamento dos Pirenéus Orientais. Estende-se por uma área de 16.76 km², e possui 1.418 habitantes, segundo o censo de 2018, com uma densidade de 85 hab/km².